# Élisabeth Combres
Élisabeth Combres, née en 1967, est une autrice et journaliste française.

## Biographie

### Carrière littéraire
D'abord journaliste de terrain puis rédactrice en chef du magazine Mikadoelle, Élisabeth Combres publie ensuite des romans et des livres documentaires sur la nature et l’écologie. 
En 2015 sort Quand la nature inspire les écrivains, qui dresse le portrait d'écrivains marqués par la nature de l'Antiquité jusqu'au XXème siècle. Elle met deux ans à écrire ce livre de 400 pages. La même année, elle participe sur France Culture à une émission de cinq épisodes sur la nature et le changement climatique en littérature,,,,. 
En 2024, elle publie La nature c'est quoi ?, illustré par Benjamin Bachelier, qui présente d'autres manières d'habiter la Terre. La même année sort son roman sur Georges Sand, paru dans la collection « Les Grandes vies » de Gallimard jeunesse, pour les enfants à partir de 8 ans. 
Parralèllement, elle va égulièrement à la rencontre de ses lecteurs. Elle intervient également dans les lycées pour sensibler les jeunes à la lecture, à l'environnement et à l'égalité hommes-femmes,,. Ces thématiques sont largement présentes dans ses écrits. Elle y évoque en outre l'information et la guerre, comme par exemple le génocide au Rwanda où s'est rendue Élisabeth Combres, alors journaliste de terrain,.

### Vie privée
Élisabeth Combres vit en Isère.  

## Œuvre

### Livres documentaires
- Les clés de l'info, avec Florence Thinard et Sophie Lamoureux, Gallimard jeunesse, 2005
- L'Union européenne, avec Florence Thinard, Gallimard jeunesse, 2007
- Elections et démocratie, avec Florence Thinard, Gallimard jeunesse, 2007
- Les 1000 mots de l'info pour mieux décrypter le discours de l'actualité, avec Florence Thinard, Gallimard jeunesse, 2008
- La Chine, Gallimard jeunesse, 2008
- L'islam, Gallimard jeunesse, 2008
- Le monde en chiffres, Gallimard jeunesse, 2009
- Le réchauffement climatique, avec Florence Thinard, Gallimard jeunesse, 2009
- Le terrorisme, avec Florence Thinard, Gallimard jeunesse, 2009
- Le pétrole, avec Florence Thinard, Gallimard jeunesse, 2009
- La mondialisation économique, avec Florence Thinard, Gallimard jeunesse, 2009
- Les 1000 mots de l'info, avec Florence Thinard, Gallimard jeunesse, 2010
- Les mondes rebelles junior, avec Florence Thinard, Gallimard jeunesse, 2010
- Pourquoi la guerre ? Comment la paix ?, avec Florence Thinard, Gallimard jeunesse, 2010
- Les fleuves autour du monde, Gallimard jeunesse, 2013
- Quand la nature inspire les écrivains, Plume De Carotte Eds, 2015
- 40 militants engagés pour la planète, Gallimard jeunesse, 2019
- Henry David Thoreau, collection « Les Grandes vies », Gallimard jeunesse, 2021
- Georges Sand, collection « Les Grandes vies », Gallimard jeunesse, 2024
- La nature c'est quoi ?, Gallimard jeunesse, 2024

### Romans
- La mémoire trouée, Gallimard jeunesse, 2007
- Souviens-toi, Gallimard jeunesse, 2013